# 基隆聖安宮
25°08′39″N 121°44′51″E / 25.144223°N 121.747583°E
基隆聖安宮，是位於臺灣基隆市中山區仙洞里的媽祖廟，為大甲鎮瀾宮的首座分香廟，亦為旅居基隆大甲人的信仰中心。

## 歷史
此廟之創始者霜宗在日治時期原為大甲地區的鐵路職員，後由於臺灣米從基隆港銷往日本、基隆成立碼頭裝卸公司，霜宗遂於四十餘歲的年紀，召集農忙過後的大甲鄉親來到基隆工作，由霜宗擔任班長，其他人擔任搬運工，興起第一波移民潮，也因此產生信仰需求。
民國47年（1958年）農曆三月，在基隆碼頭工作的大甲鄉親組成進香團，隨鎮瀾宮南下北港朝天宮朝聖。當年此進香團擲筊獲選為迎接大甲媽回駕時的頭香團體，就此開啟大甲移民回鎮瀾宮搶香先例並延續至今。同年農曆五月，仙洞地區鄉親再由霜宗率領回鎮瀾宮恭請天上聖母六媽蒞臨基隆仙洞地區遶境，並恭奉於仙洞巖。
該年農曆十月進香團三度前往大甲鎮瀾宮，經當時主委郭金錕同意將六媽分靈至基隆港西岸，神像起初供奉於仙洞巖，後向地方耆老租屋並獨立建廟，為求聖地平安遂將安座處所命名「聖安宮」。民國56年（1967年）正式於中山三路現址建廟，是基隆地區第一座分靈自大甲鎮瀾宮的廟宇，廟址是中山區中山三路111巷59號。在基隆類似的移民信仰還有新朝宮，由來自梧棲的碼頭工人所建，分靈自梧棲朝元宮。
民國57年（1968年）2月10日，基隆市政府、觀光協會會同軍方勘查中山區仙洞巖，民間向市府申請興建聖安宮，計劃以五百萬元經費，分五年完成，經費用途包含建築聖安宮、整理週圍環境、開闢公園等。軍方勘查後同意解除仙洞崖山頂的要塞地帶。
民國63年（1974年）民俗學家、美術史家施翠峰探訪時該廟名為潮音寺，廟祝為心亮尼師。
民國82年（1993年）破土興建新廟，歷經近二十個年頭完成內部工程，貿易商吳文貫也捐贈樟木雕成五尺一寸的鎮殿媽祖、及兩尊四尺二寸的仙女，於2012年11月25日開光，次月12月4日起一連三天舉辦入火安座典禮。典禮期間大甲鎮瀾宮董事長顏清標、台灣媽祖聯誼會會長郭銘坤恭迎大甲媽北巡至基隆祈福遶境，並駐駕聖安宮至入火安座圓滿。
民國109年（2020年）時任主委霜進春表示，如有經費希望將廟宇改建為五層樓，一樓是吃飯的地方，二到四樓是香客大樓，五樓作為圖書館。

## 祭祀活動
長年記錄聖安宮活動的文史工作者尹德根指出，聖安宮於每年農曆三月二十日組團返回鎮瀾宮謁祖進香，廟內的神轎、陣頭與祭典儀式，皆與鎮瀾宮完全一致。每年遶境起駕時，聖安宮媽祖會從中山三路111巷舊路步道下山，再從西岸16號碼頭上車出發，為的就是讓巷弄間的信徒膜拜。返大甲進香時，會受到鎮瀾宮全體董監事及五大團（福德彌勒團、彌勒團、太子團、神童團、莊儀團）熱烈接駕，及在地居民沿途設香案迎接。
民國109年（2020年）時任主委霜進春則表示，除蔣中正過世當年進香延後一個月舉行、同年（2020年）因2019冠状病毒病（COVID-19）疫情取消進香外，每年都有返回鎮瀾宮謁祖進香，最巔峰時期曾擁有六到七個陣頭一同遊街，從南榮路走回宮中。

## 移民生活
民國109年（2020年）時任主委霜進春回憶，來基隆工作的很多人是單身男性，沒有房子居住於碼頭前的工寮。霜家則居住於西岸碼頭山上、高遠新村不遠處，最早是以土砌成的房子，約於民國50年（1961年）左右裝修成磚瓦屋，是當地第一間磚屋，也是山上第一間有電話、電視的人家，鄰居們都會到家中接聽電話，也因霜宗引入媽祖信仰而尊稱其老家為「霜宅」。
霜宅附近全盛時期約有40餘戶人家，後因為碼頭工作減少許多人返鄉，2020年時只剩下六、七戶。

## 旅遊
因聖安宮有寬闊的停車場，適合停放遊覽車，許多遊客會先到仙洞巖上方的聖安宮進香，再從仙洞公園旁的階梯步行下仙洞巖參觀。

## 註腳
1. ↑  根據其子、基隆聖安宮主委霜進春的說法，其家族本為孫姓，來自唐山，後因其祖父口音問題導致戶政人員誤記為「霜」姓。[1]
2. ↑  依鎮瀾宮廟誌記載，為農曆十月十六日分靈一尊媽祖。[4]
3. ↑  創始者霜宗之子，生於民國38年（1949年），以在碼頭邊開起重機吊載船貨為生，曾開設三間商店。[1]

## 外部連結
- 基隆聖安宮的Facebook專頁